# Entronització de la Mare de Déu de Montserrat de 1947
Les festes de l'Entronització de la Mare de Déu de Montserrat de 1947 consistiren en la solemne col·locació de la imatge de la Mare de Déu de Montserrat en un tron nou. Les festes, celebrades l'abril de 1947, són considerades el primer moviment de retrobament col·lectiu i de reconciliació cívica després de la Guerra Civil espanyola a Catalunya.

## Gènesi de la iniciativa
La iniciativa de construir un tron digne per a la imatge de la Mare de Déu de Montserrat finançat mitjançant aportacions populars va sorgir el 1944. Atès que la iniciativa fou un èxit, l'abat de Montserrat Aureli Maria Escarré i Jané, veié la possibilitat de realitzar una mobilització popular per celebrar l'entronització. Va activar els seus contactes amb personalitats del món catòlic per la creació d'una comissió de seglars, l'anomenada Comissió Abat Oliba amb la finalitat de portar a terme el projecte. Inicialment, es va preveure per al 8 de setembre de 1946, però, finalment foren ajornades fins al 27 d'abril del 1947 a causa de la complexitat en les obres de col·locació del tron.

## Preparació i desenvolupament
La Comissió Abat Oliba dissenyà el projecte com un procés de llarga preparació i ambientació que havia d'arribar a tot Catalunya. La Comissió era presidida per Fèlix Escalas i Chamení, un home fidel al règim franquista, disposava com a secretari de Fèlix Millet i Maristany, i tingué a l'advocat Josep Benet i Morell com un dels seus entusiastes impulsors. Era formada per un centenar de persones, entre ells, els que formaven la Delegació Universitària de la Comissió Abat Oliba la majoria membres del Grup Torras i Bages com Josep Maria Ainaud de Lasarte, secretari de la Delegació, i Jordi Bonet i Armengol, Jaume Carner, Joan Reventós.
La Comissió sota la cobertura normal de popularitzar al màxim l'esdeveniment, aconseguí teixir una primera xarxa de país connectant, mitjançant per una part delegacions territorials: comarcals, locals i parroquials, i per altra de sectorials d'estamentals les parròquies, patronats catòlics, congregacions, moviments religiosos, centres culturals, ordes religiosos, etc., amb milers de catalans. La comissió es comunicava amb les diferents delegacions i centres i persones adherits per mitjà de circulars (la primera llista de destinataris tenia 1.500 adreces, a la vuitena arribava a les 35.000). S'organitzaren xerrades, activitats de propaganda (la majoria en català), repartint nombrosos fulletons volants en català (atès que la censura no els va permetre editar un butlletí) i mobilitzant les poques entitats on encara es refugiava el sentiment catalanista. El projecte de celebració no fou unànime alguns bisbes catalans franquistes com els Lleida (Juan Villar Sanz) i Tortosa (Manuel Moll i Salord) posaren nombrosos inconvenients, que malgrat tot, es resolgueren.

## L'acte d'Entronització
L'acte d'Entronització el dia 27 d'abril de 1947 fou un èxit i hi participaren entre 70.000 i 100.000 persones. Hi assistiren tots els bisbes de Catalunya i les primeres autoritats del règim. Per primera vegada des de la Guerra Civil es feu un ús públic i multitudinari del català. Milers de persones congregades a la plaça del monestir escoltaren públicament la lectura, feta pel secretari de la Comissió, Fèlix Millet, de les invocacions de la "Visita espiritual a la Mare de Déu de Montserrat" del bisbe Josep Torras i Bages. No es pogué evitar que la multitud cantés el Virolai durant el discurs del ministre d'Exteriors del govern de l'Estat Alberto Martín Artajo. Es llegiren missatges de molts catalans d'Amèrica i d'exiliats polítics, com Pau Casals.
Com no podia ser d'altra manera les forces polítiques nacionalistes o d'orientació cristiana en la clandestinitat (FNC, UDC, etc.) s'implicaren clarament en el procés de preparació i en la xarxa territorial. El Front Nacional de Catalunya ho aprofità per a difondre milers d'estampes i fulletons de propaganda en català. El dia de la celebració amb les sigles "Grups Nacionals de Resistència", els militants del FNC Joan Espinet i Manuel Fontic van penjar una senyera en la roca anomenada el "Gorro Frigi", que la policia franquista no va poder despenjar en tot el dia. Pocs dies després fou destituït el governador civil de la província de Barcelona, Bartolomé Barba Hernández.

## Significació
En un context dominat pel nacionalcatolicisme i de descatalanització de l'Església catalana impulsat pel règim i la jerarquia eclesiàstica, els historiadors assenyalen que les Festes de l'Entronització assenyalen un punt d'inflexió de tot el que era consciència i reivindicació de la identitat catalana i tant en l'àmbit polític com pel que fa a la vivència religiosa. A partir d'aquell moment, per una part, es passà d'una actitud de resistència a la de promoure activitats i iniciatives. Per altra, es parlà, per primer cop, de "reconciliació nacional", un concepte que anirà quallant progressivament a la societat i l'església catalana i a les forces polítiques d'oposició al franquisme i que es reforçarà amb el Concili Vaticà II. En les dècades següents es concretarà en les iniciatives unitàries com la Caputxinada, la Taula Rodona (vegeu: La Taula Rodona (1966-1973)), el Consell de Forces Polítiques de Catalunya i l'Assemblea de Catalunya.